# Bijela Crikva
Bijela Crikva (njemački: Donnerskirchen, mađarski: Fertőfehéregyháza) je tržni grad u austrijskoj saveznoj državi Gradišće, administrativno pripada Kotaru Željezno-okolica. 

## Stanovništvo
Bijela Crikva prema podacima iz 2010. godine ima 1.718 stanovnika. 1910. godine je imala 1.741 stanovnika od čega 1.642 Nijemca i 72 Mađara.

## Vanjske poveznice
- Internet stranica naselja